# Stenocactus vaupelianus
Stenocactus vaupelianus (Werderm.) F.M.Knuth in Backeb. & F.M.Knuth es una especie de planta fanerógama perteneciente a la familia Cactaceae. 

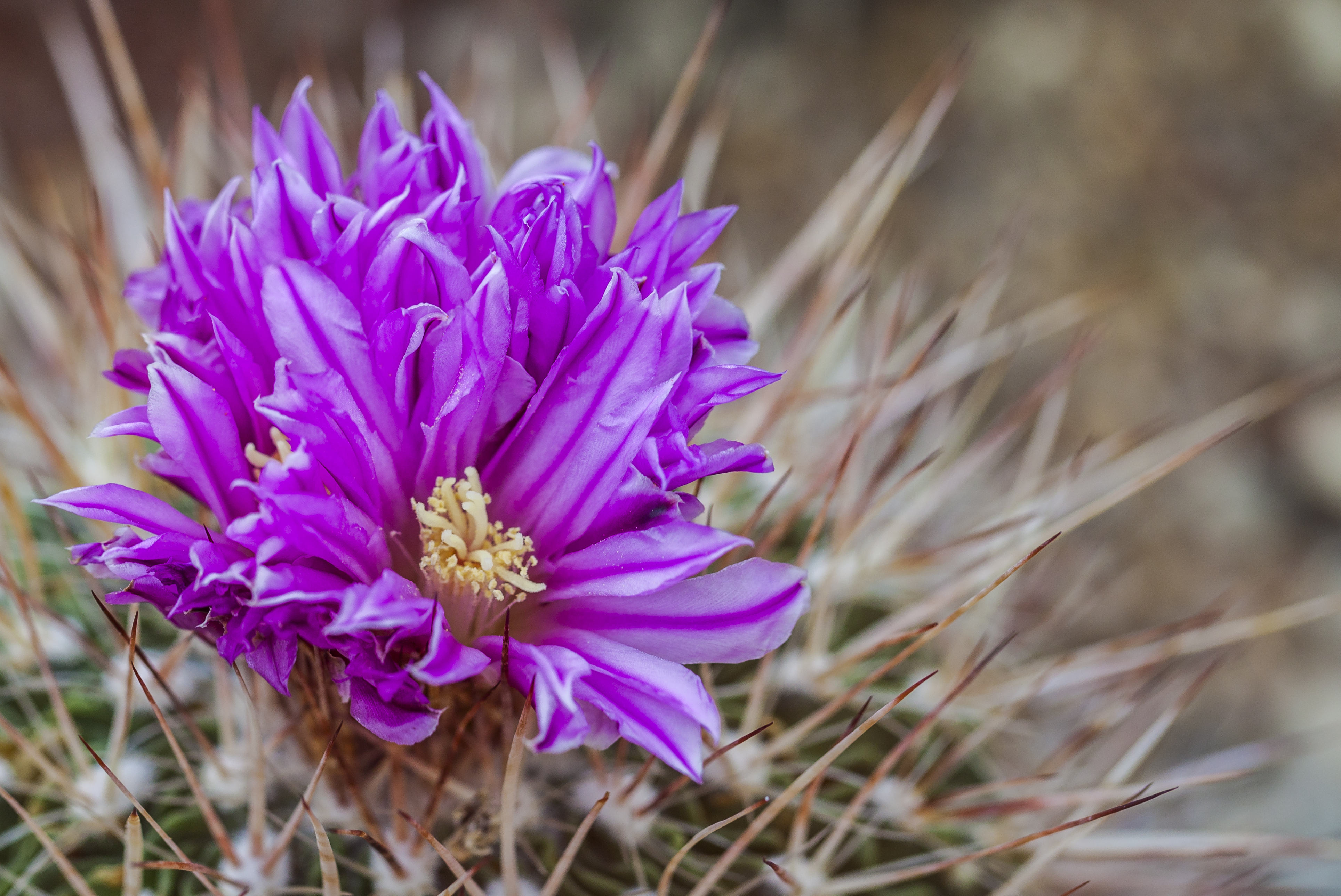
Flores

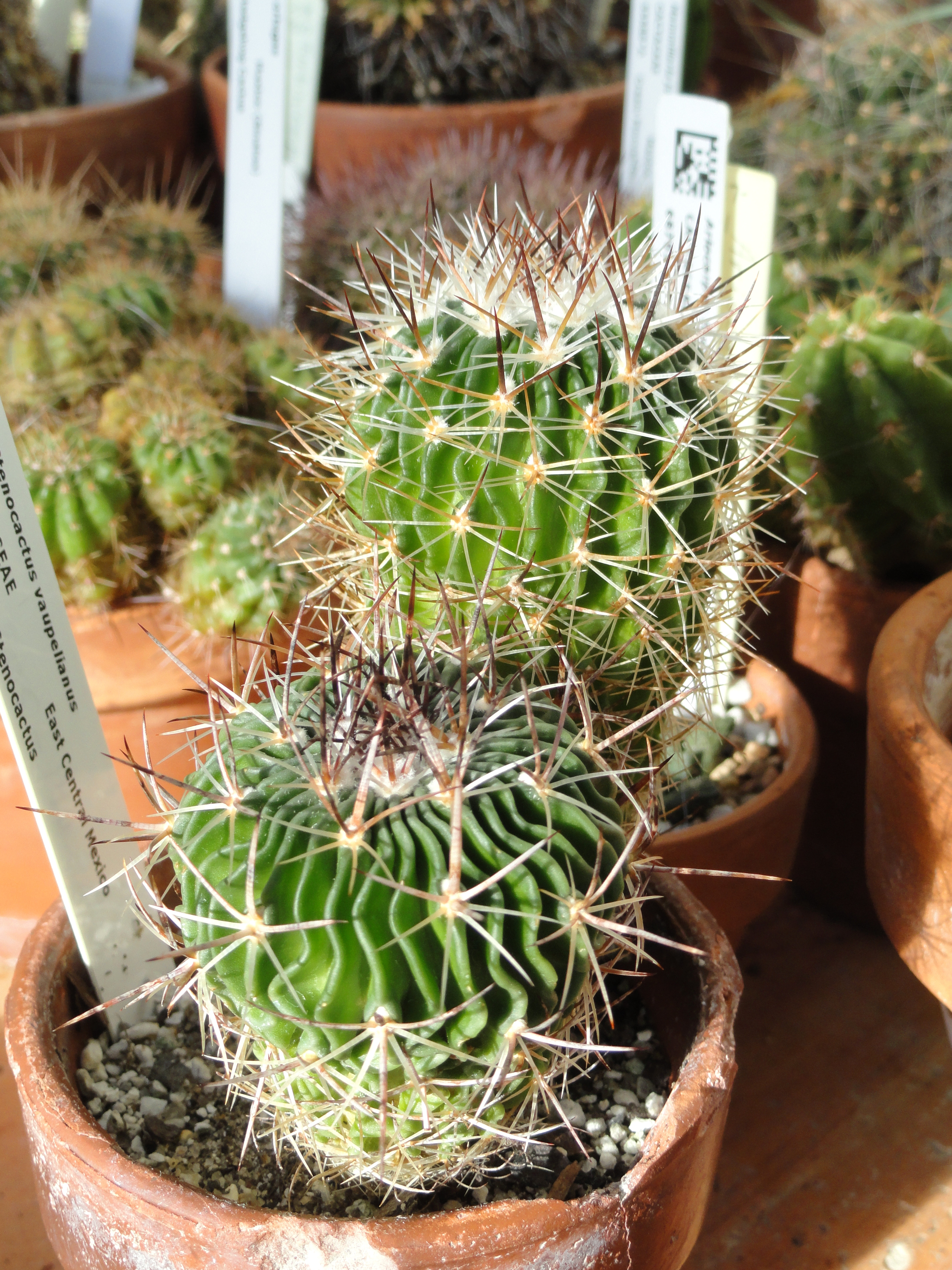
Vista de la planta

## Distribución y hábitat
Es endémica de México: en Hidalgo. Su hábitat natural son los áridos desiertos.  Es una especie común en la vida silvestre en pequeñas localizaciones.

## Descripción
Es una planta perenne con tallo carnoso y semiesférico que alcanza un diámetro de 7-9 cm. Su pico está cubierto de lana blanca densa y envueltos de espinas. Tiene 30 a 40, costillas onduladas finas. Las 1-2 espinas centrales son erectas o curvadas hacia abajo y de 7 centímetros de largo, al principio son de color marrón-negro, más tarde se vuelven de color marrón rojizo. Las 15 a 25, espinas radiales son como agujas blancas y están alineados horizontalmente y miden de 1 a 1,5 centímetros de largo. las flores son amarillas pálidas  de hasta 2 centímetros de largo. La apariencia de la fruta no se conoce.

## Taxonomía
Stenocactus vaupelianus fue descrita por (Werderm.) F.M.Knuth in Backeb. & F.M.Knuth y publicado en Kaktus-ABC 355. 1936.
Etimología
Stenocactus: nombre genérico que deriva de las palabras griegas: στενός stenos que significa "estrecho",  en referencia a las costillas, que son muy delgadas en la mayoría de las especies de este género.
vaupelianus: epíteto otorgado en honor del botánico alemán Friedrich Karl Johann Vaupel (1876–1927). 
Sinonimia
- Echinocactus vaupelianus Werderm.[4]
- Echinofossulocactus vaupelianus
- Ferocactus vaupelianus (Werderm.) N.P.Taylor[5]
- Echinocactus albatus
- Echinofossulocactus albatus (A.Dietr.) Britton & Rose[6]
- Stenocactus albatus (A.Dietr.) F.M.Knuth in Backeb. & F.M.Knuth[7]